# Lezama Partido
Lezama Partido är ett partido i Buenos Aires-provinsen i Argentina. Det skapades 2009.